# Aldo Magaña
Aldo Xavier Magaña Padilla (León, Guanajuato, México, 8 de abril de 1996), es un futbolista mexicano que juega de delantero y se encuentra sin equipo actualmente.

## Trayectoria

### Inferiores
Nacido en León, Guanajuato, México, Magaña comenzó a jugar fútbol en los equipos juveniles del Club León, específicamente en la categoría de Cachorros de León. Disputó su primer torneo en la temporada 2010-11, donde marcó sus primeros dos goles de su carrera el 5 de septiembre de 2010, sobre el Deportivo el Milagro en condición de local. Posteriormente, el 21 de enero de 2011, marcaría un nuevo tanto ante este mismo equipo, siendo esta vez en la visita al Estadio Antonio Márquez. En total contabilizó nueve presencias de liga de Tercera División, con un acumulado de 203 minutos de acción.
Pasó a la categoría Sub-15 de Fuerzas Básicas para el segundo semestre del año 2011. Luego, en el Verano de ese año de liga inferior, Aldo pasó a las filas del Pachuca, con poca participación al haber sumado tres presencias y cuatro goles conseguidos.
De vuelta a la Tercera División, el atacante disputó solamente un partido de la temporada 2012-13 con los Tuzos, efectuado el 6 de octubre de 2012 contra Sultanes de Tamazunchale.
El futbolista tuvo un breve paso por Titanes de Tulancingo de la Segunda División, únicamente para el Torneo de Clausura 2013. Obtuvo diez apariciones, marcó tres goles y jugó 585 minutos.
Una vez que regresó a las Fuerzas Básicas del Pachuca, alternó las categorías de su equipo con la Sub-17, Sub-20 y Tercera División. Su mayor productividad en cuanto a anotaciones se dio en el Apertura 2013 de la Sub-17, con nueve.
Jugó el Clausura 2014, nuevamente con Titanes, para luego seguir su carrera en Pachuca. Disputó con el Alto Rendimiento Tuzo el Apertura 2014 de la Segunda División, torneo en el que destacó con su cuota goleadora tras haber conseguido trece tantos en la misma cantidad de compromisos. Magaña decidió dejar el equipo y retornó a las divisiones inferiores de León, esto para actuar en el nivel Sub-20 a partir de 2015 hasta 2017.

### Club León
Su crecimiento futbolístico le permitió ser llamado por el entrenador argentino Juan Antonio Pizzi, con el motivo de afrontar la fase de grupos de la Copa México Clausura 2016. El delantero logró su debut en el conjunto absoluto el 20 de enero, en el juego de local en el Estadio «Nou Camp» contra Necaxa. En esa ocasión, Aldo entró como sustitución por Marco Bueno al minuto 76' y el marcador terminó en triunfo con cifras de goleada 5-0. En total obtuvo tres apariciones, mientras que su grupo no logró clasificarse a la siguiente ronda.
Fue agregado en la lista del equipo que afrontó la temporada 2016-17 de la Liga MX, sin embargo no vio participación.

### Guadalupe F.C.
El 2 de junio de 2017, se hace oficial la llegada de Magaña a Guadalupe Fútbol Club, de la Primera División de Costa Rica como cedido por una temporada.
Su debut en el Torneo de Apertura 2017 se produjo hasta en la segunda fecha del 6 de agosto, en el juego como local contra el recién ascendido Grecia en el Estadio "Coyella" Fonseca. El atacante entró de cambio al inicio del segundo tiempo por Jorge Alejandro Castro y el resultado concluyó en derrota con cifras de 0-3. Marcó su primer gol en el balompié costarricense el 12 de agosto, para el descuento de su equipo en la pérdida de 4-1 ante Liberia. Magaña fue el encargado de aportar la primera victoria de su conjunto en el certamen tras concretar un doblete a los minutos 47' y 73' sobre el Santos de Guápiles, el 30 de agosto en el Estadio Ebal Rodríguez para que el resultado acabase 0-2. Nuevamente se destapó con dos anotaciones en un mismo juego, dado el 10 de septiembre frente al Cartaginés, pero su club no aprovechó la ventaja de 2-0 y perdió 2-3. Dio un gol el 1 de octubre en la pérdida 1-2 contra Herediano. Aldo fue autor del tercer tanto de la victoria 4-0 sobre Liberia por la jornada 15. Su octava conquista tuvo lugar el 24 de octubre en la visita al Estadio Morera Soto ante Alajuelense, al minuto 73', la cual significó la diferencia en el resultado a favor de su club. Terminó el campeonato con diecinueve apariciones y obtuvo 1727 minutos disputados.

### Celaya F.C.
El 21 de diciembre de 2017, Magaña fue presentado de manera formal en Celaya Fútbol Club junto a Emanuel Villa, Rodrigo López y Fernando Espinosa.

### Club Sport Herediano
En julio de 2018, El delantero leones fue presentado de manera formal en Club Sport Herediano junto al también mexicano Gerardo Lugo, además fue compañero de los mexicanos Omar Arellano Riverón y Antonio Pedroza.
Participó en el torneo Concacaf League 2018, en el cual se consagró campeón, además ayudó al equipo Rojiamarillo a conseguir su estrella número 27 de su historia, en la final del torneo de apertura 2018 de la liga Costarricense, Aldo Magaña anotó el gol decisivo en los tiempos extra, dejando el global final Club Sport Herediano 5 Deportivo Saprissa  4.

## Palmarés

### Campeonatos nacionales
| N.º | Título           | Club                 | Año           |
| --- | ---------------- | -------------------- | ------------- |
| 1   | Primera División | Club Sport Herediano | Apertura 2018 |
| 2   | Primera División | Club Sport Herediano | Apertura 2019 |

### Campeonatos internacionales
| N.º | Título        | Club            | Lugar    | Año  |
| --- | ------------- | --------------- | -------- | ---- |
| 1   | Liga Concacaf | C. S. Herediano | Honduras | 2018 |